# Celmisia angustifolia
Celmisia angustifolia là một loài thực vật có hoa trong họ Cúc. Loài này được Cockayne mô tả khoa học đầu tiên năm 1914.